# 伊洛斯
神矛伊洛斯（Aeglos）是托爾金（J. R. R. Tolkien）奇幻小說裡中土大陸的一件武器。
伊洛斯在辛達林語解作「雪亮尖峰」，又稱為埃格洛斯。這是諾多族精靈君王吉爾加拉德（Gil-galad）的戰矛，他在最後聯盟戰役（War of the Last Alliance）戰死。在《魔戒首部曲：魔戒現身》，伊洛斯被稱為槍，推測伊洛斯是馬上武器，吉爾加拉德死後，伊洛斯的下落不明，也沒有伊洛斯的鑄造資料。

## 改編描述
《魔戒電影三部曲》裡的神矛伊洛斯共高九呎，近兩呎長，吉爾加拉德在戰鬥中用雙手握著它來攻擊敵人，戰後愛隆將伊洛斯送至瑞文戴爾。